# HD 34445
HD 34445 ist ein Gelber Zwerg in einer Entfernung von etwa 150 Lichtjahren im Sternbild Orion. Der Stern hat eine ähnliche Masse wie die Sonne, ist aber etwas größer, deutlich leuchtkräftiger und scheint mit etwa 8,5 Mrd. Jahren auch älter zu sein.

## Planetensystem
Bereits im Jahr 2004 wurde bekannt, dass HD 34445 vom Exoplaneten HD 34445 b in einer Entfernung von etwa zwei AE umkreist wird. 2010 konnte dieser Planet bestätigt werden. Im Jahre 2017 wurde die Entdeckung von fünf weiteren Exoplaneten bekanntgegeben. Das System gehört damit im Jahr 2018 zu den wenigen mit mehr als fünf bekannten Exoplaneten. Alle Planeten wurden mithilfe der Radialgeschwindigkeitsmethode entdeckt.
| Planet (nach Entfernung vom Stern) | Entdeckung (Jahr) | Masse (in M♃) | Umlaufzeit (in Tagen) | Große Halbachse (in AE) | Exzentrizität |
| ---------------------------------- | ----------------- | ------------- | --------------------- | ----------------------- | ------------- |
| e                                  | 2017              | 0.0529        | 49.175                | 0.2687                  | 0.09          |
| d                                  | 2017              | 0.097         | 117.87                | 0.4817                  | 0.027         |
| c                                  | 2017              | 0.168         | 214.67                | 0.7181                  | 0.036         |
| f                                  | 2017              | 0.119         | 676.8                 | 1.543                   | 0.031         |
| b                                  | 2004              | 0.629         | 1056.7                | 2.075                   | 0.014         |
| g                                  | 2017              | 0.38          | 5700                  | 6.36                    | 0.032         |